# FK Dukla Praga
FK Dukla Praga (czes. Fotbalový Klub Dukla Praha) – czeski klub piłkarski z siedzibą w Pradze.

## Historia
Chronologia nazw:
- 1959–19??: FK Dukla Dejvice
- 19??–19??: VTJ Dejvice
- 19??–19??: DK Dukla Dejvice
- 2001–...: FK Dukla Praga

Klub założono w 1959 r. pod nazwą Dukla Dejvice. Na początku swego istnienia zespół występował w rozgrywkach amatorskich. W sezonie 1983/84 debiutował w mistrzostwach Pragi. W następnym sezonie zdobył wicemistrzostwo Pragi, co było do 2001 r. najwyższym osiągnięciem klubu. Przez kilka lat występował jako VTJ Dejvice, ale powrócił do pierwotnej nazwy. Po tym jak 1. FK Příbram został prawomocnym następcą Dukli Praga po fuzji 1996 r., nazwa Dukla Praga zniknęła z czeskiego futbolu na kilka lat. W 2001 r. Dukla Dejvice została przemianowana na Duklę Praga. W sezonie 2002/03 drużyna zajęła 14. miejsce mistrzostw Pragi, spadając do 1.A třída (VI ligi). W 2004 r. powróciła do mistrzostw Pragi (V ligi). W kwietniu 2006 r. prezes klubu zapowiedział, że będzie szukał szybszej drogi awansowania do wyższych szczebli mistrzostw Czech, a już w listopadzie 2006 r. zarząd ogłosił, że zgodził się przejąć prawo do występów w II lidze od Jakubčovic. W sezonie 2010/11 wygrał rozgrywki II ligi, zdobywając awans do I ligi.

## Sukcesy
| \| \| Zdobyte trofea w rozgrywkach Czech (stan na: 31.05.2014) \| |                                                          |      |            |
| Rozgrywki                                                         | Osiągnięcie                                              | Razy | Sezon(y)   |
| · Mistrzostwo                                                     | I miejsce                                                | 0    |            |
| · Mistrzostwo                                                     | II miejsce                                               | 0    |            |
| · Mistrzostwo                                                     | III miejsce                                              | 0    |            |
| · Mistrzostwo                                                     | 6. miejsce                                               | 2    | 2012, 2013 |
| · Puchar                                                          | zdobywca                                                 | 0    |            |
| · Puchar                                                          | finalista                                                | 0    |            |
| · Puchar                                                          | ćwiercfinalista                                          | 1    | 2014       |
| II liga                                                           | I miejsce                                                | 1    | 2011       |
| II liga                                                           | II miejsce                                               | 0    |            |
| II liga                                                           | III miejsce                                              | 0    |            |
| Czechy                                                            | Zdobyte trofea w rozgrywkach Czech (stan na: 31.05.2014) |      |            |

- Mistrzostwo Pragi (D5):
  - 2. miejsce (3x): 1984/85, 2004/05, 2006/07

## Skład w sezonie 2017/18
| Nr | Poz. | Piłkarz                  |
| -- | ---- | ------------------------ |
| 1  | BR   | Filip Rada               |
| 3  | PO   | Štěpán Koreš             |
| 4  | PO   | Ondřej Brejcha           |
| 5  | PO   | Marek Hanousek (kapitan) |
| 6  | PO   | Mohamed Doumbia          |
| 8  | NA   | Patrik Brandner          |
| 9  | NA   | Jan Holenda              |
| 10 | PO   | Frederik Bilovský        |
| 12 | PO   | David Doudera            |
| 14 | OB   | Ivan Ostojić             |
| 15 | PO   | Daniel Tetour            |
| 18 | NA   | Néstor Albiach           |

| Nr | Poz. | Piłkarz                                   |
| -- | ---- | ----------------------------------------- |
| 19 | PO   | Lukáš Holík                               |
| 20 | OB   | Branislav Milošević                       |
| 22 | OB   | Mario Holek (wypożyczony ze Sparty Praga) |
| 23 | PO   | Uroš Đuranović                            |
| 25 | OB   | Michal Bezpalec                           |
| 26 | NA   | Ivan Schranz                              |
| 27 | OB   | Dominik Preisler                          |
| 28 | NA   | Adam Vlček                                |
| 29 | BR   | Matúš Hruška                              |
| 33 | OB   | Ondřej Kušnír                             |
| 39 | OB   | Jakub Podaný                              |
| 52 | OB   | Martin Jiránek                            |